# Discovery Science
A Discovery Science a Discovery Communications társaság egyik tematikus csatornája volt.

## Története
A Discovery Science 23 évig volt jelen a magyar piacon, műsorait napi 24 órában sugározta. Kínálatában találhattunk ökológiai témájú, katasztrófákkal és természeti csapásokkal, modern műszaki tudományokkal foglalkozó, valamint a népszerű tudomány témakörét feldolgozó sorozatokat. A csatorna hangja Szabó Máté, Kisfalusi Lehel és Endrédi Máté volt.
A csatorna 2024. január 5-én szűnt meg, a DTX-szel együtt.

## Műsorstruktúra
A csatorna a technológia és a tudomány legérdekesebb témáit dolgozta fel. Bemutatta a legnagyobb technológiai projektek hátterét, a legújabb kutatási irányokat, ámulatba ejtő eszközökkel és a tudomány friss híreivel szórakoztat. Forradalmi felfedezések világába kalauzolt, miközben praktikus tanácsokat adott, miként lehet a csúcstechnológia vívmányait a gyakorlatban is alkalmazni. Műsorkínálata közérthető, szórakoztató, olykor humoros, így mindenki számára egyaránt élvezhető volt. Megérthetjük, miként hat a tudomány és a technika mindennapi életünkre, hogyan alakítja a jövőt. Választ adott a „mit?”, „hogyan?” és „miért?” kérdésekre, megbízható és közérthető módon közvetített tudást.

## Korábbi nevek
A csatorna Amerikában 1996 októberében indult, Magyarországon pedig 1997. július 20-án indult Discovery Sci-Trek néven, majd 2003. április 1-jén Discovery Science Channelre változtatta át nevét. 2008-tól a Discovery Science nevet használta.

## Logói

A csatorna logója Discovery Science Channel-ként
A 2008 és 2011 között használt logó
A 2011 és 2017 között használt logó

## Érdekesség
- Miután a UPC kínálatába került az MGM, a Discovery Science megszűnt.

## Fordítás
- Ez a szócikk részben vagy egészben  a   Discovery Science című angol Wikipédia-szócikk fordításán alapul.  Az eredeti cikk szerkesztőit annak laptörténete sorolja fel. Ez a jelzés csupán a megfogalmazás eredetét és a szerzői jogokat jelzi, nem szolgál a cikkben szereplő információk forrásmegjelöléseként.